# Microsema calbisaria
Microsema calbisaria är en fjärilsart som beskrevs av Walker 1860. Microsema calbisaria ingår i släktet Microsema och familjen mätare. Inga underarter finns listade i Catalogue of Life.